# Nömrög
Nömrög (mongoliska: Нөмрөг Сум, Нөмрөг) är ett distrikt i Mongoliet.   Det ligger i provinsen Dzavchan, i den västra delen av landet, 700 km väster om huvudstaden Ulaanbaatar.